# Bukovci
Bukovci so največje naselje v Občini Markovci pri Ptuju, ki stoji ob cesti Ptuj–Borl. Naselje je razdeljeno na devet zaselkov in sicer:
- Zgorji kunec
- Center
- Spodji kunec
- Nuvi Jork
- Kolamerce
- Siget
- Hujkarji
- Vopošnica in
- Lünovci

Leta 1286 je bila vas prvič omenjena z imenom Puech. Leta 1892 se vas že imenuje Puech Dorf. Takrat bi naj vas dobila ime po bukovem gozdu, ki ga je bilo v okolici veliko.
V vasi aktivno delujeto tudi tri društva in sicer:
- Športno društvo Bukovci
- Prostovoljno gasilsko društvo Bukovci
- Kulturno društvo Bukovci